# Chimarra lankana
Chimarra lankana is een schietmot uit de familie Philopotamidae. De soort komt voor in het Oriëntaals gebied.